# Calç (mineral)
La calç és un mineral de la classe dels òxids.

## Característiques
La calç és un òxid de fórmula química CaO. Cristal·litza en el sistema isomètric. La seva duresa a l'escala de Mohs és 3,5. És un mineral força inestable, passant ràpidament a portlandita en contacte amb la humitat de l'aire. Forma una sèrie amb la monteponita.

## Formació i jaciments
Va ser descrita per primera vegada al mont Vesuvi, al complex volcànic Somma-Vesuvi, de la ciutat de Nàpols (Campània, Itàlia). També ha estat descrita en altres indrets d'Europa, Àsia, Oeania i Amèrica del Nord. Als territoris de parla catalana ha estat descrita a Baixàs, un poble de la comarca del Rosselló, a la Catalunya del Nord.